# Mieczysław Mąkosza
Mieczysław Mąkosza (* 16. November 1934 in Baranawitschy) ist ein polnischer Chemiker. Er ist auf die organische Synthese und die Untersuchung von Reaktionsmechanismen spezialisiert. Bekannt ist der bereits pensionierte Professor vor allem durch seine Arbeit zur Phasentransferkatalyse und zur nucleophilen Substitution am aromatischen Ring geworden.

## Biografie
Mąkosza hat zuerst an der südlichen Föderalen Universität in Südrussland und später an der St. Petersburg Universität Chemie studiert. 1956 schloss er sein Studium mit Auszeichnung ab. Danach wurde er Mitarbeiter am Institut für Chemie der Technischen Universität Warschau (TU Warschau). Dort wurde er 1963 promoviert und habilitierte sich 1967. 1971 verbrachte er forschend am Institut für Chemie an der Iowa State University in Ames. Von 1975 bis 1977 bekleidete er das Amt des Leiters des Instituts für Organische Chemie an der TU Warschau. Von 1979 bis 2004 war er der Leiter des Instituts für Organischen Chemie an der Polnischen Akademie der Wissenschaften (PAN) und ist dort weiterhin Mitglied. Seit 1997 ist er Redakteur für die Zeitschrift Polish Journal of Chemistry und seit 2003 Mitherausgeber für Synthetic Communications.
1998 wurde er zum ordentlichen Mitglied der Academia Europaea und zum Mitglied der Deutschen Akademie der Naturforscher Leopoldina gewählt.

## Werk
Durch seine Forschungen ist Mieczysław Mąkosza ein Pionier auf dem Gebiet der Phasentransferkatalyse. 1960 entdeckte er eine Reaktion, die dem Prinzip der Phasentransferkatalyse entspricht und machte diese 1965 publik. Wenige Jahre später gab er bekannt, dass neben quartären Ammonium- und Phosphoniumsalzen auch Kronenether als Katalysatoren für diese Synthese genutzt werden können. 1978 erweiterte er die Reihe der Reaktionen gemäß der Phasentransferkatalyse um Systeme mit einer festen und einer flüssigen Phase. Die simple Methodik der Phasentransferkatalyse ersetzte andere Methoden, die oftmals gefährlicher und teurer waren und auch noch geringere Ausbeuten erzielten. 1973 stellte er einen Reaktionsmechanismus vor, der den Vorgang der Phasentransferkatalyse darstellen könnte. Dieser Reaktionsmechanismus wurde von Forschern aus aller Welt untersucht und bestätigt.
Später leistete Mąkosza bedeutende Beiträge im Bereich der nukleophilen aromatischen Substitution und insbesondere im Bereich der stellvertretenden nucleophilen Substitution (VNS).
Mąkosza hat über 300 Forschungsarbeiten veröffentlicht und ist Inhaber bzw. Mitinhaber von über 70 Patenten.

### Phasentransferkatalyse
Mąkosza gelang mit der Alkylierung von Phenylacetonitrilen eine der ersten Phasentransferkatalysen. Dies bewerkstelligte er mit Hilfe eines Alkylchlorid in einer wässrigen Natriumhydroxid-Lösung und der Nutzung von einem quartären Ammoniumsalz als Katalysator.

### Stellvertretende nucleophile Substitution
Mit Hilfe der stellvertretenden nucleophilen Substitution (VNS) lässt sich Wasserstoff in Nitro- und Heteroaromaten ersetzen. Dies geschieht mit dem Gebrauch von Carbanionen, die eine Abgangsgruppe am nucleophilen Zentrum aufweisen. Normalerweise ist Nitrobenzol meta-dirigierend, doch bei dieser Methode wird die ortho- bzw. die para-Stellung vom Zweitsubstituenten bevorzugt eingenommen. Eine stellvertretende nucleophile Substitution, die Mąkosza während seiner Forschungen durchführte ist die Folgende. Nitrobenzol reagiert mit Chlormethylphenylsulfon mit Hilfe von Kaliumhydroxid als Base und Dimethylsulfoxid (DMSO) als Lösungsmittel zu einem in para-Stellung bzw. in ortho-Stellung substituierten Nitrobenzolderivat.

## Preise und Ehrungen
Ehrendoktorwürde:
- Purdue University in Indianapolis (USA, 1989)
- Russische Akademie der Wissenschaften in Moskau (Russland, 1994)
- Schlesische Technische Universität in Gliwice (Polen, 1998)[10]
- Staatliche Technische Universität des Uralgebiets in Jekaterinburg (Russland, 2000)
- Technische Universität Warschau in Warschau (Polen, 2015)[11]

Wissenschaftliche Auszeichnungen:
- 1978: Stanisława-Kostaneckiego-Medaille der Polish Chemistry Society
- 1987: Jurzykowski Foundation Award (USA)
- 1988: Staatspreis der UdSSR
- 1994: Ehrenmitglied der Japanischen Gesellschaft zur Förderung der Wissenschaft
- 1996: Humboldt-Preis von der Alexander von Humboldt-Stiftung
- 1997: Jędrzeja Śniadeckiego-Medaille der Polish Chemistry Society
- 1997: Ehrenmitgliedschaft der Florida Heterocyclic Association
- 2012: FNP-Preis (Foundation for Polish Science)[6]

Des Weiteren wurde er mehrfach für den Nobelpreis nominiert.